# Godley & Creme
Godley & Creme é uma banda de rock fundada em Stockport, Inglaterra, em 1977, por Kevin Godley e Lol Creme. Uma de suas canções, "Cry" (chorar) figurou na trilha sonora do jogo eletrônico Grand Theft Auto IV, mais precisamente na rádio Liberty Rock Radio 97.8

## Discografia

### Álbuns
| Ano  | Álbum                                                                                            | Posições nas paradas | Posições nas paradas |
| Ano  | Álbum                                                                                            | RU                   | EUA                  |
| ---- | ------------------------------------------------------------------------------------------------ | -------------------- | -------------------- |
| 1977 | Consequences - Lançado: 1977 - Gravadora: Mercury/Phonogram                                      | 52                   | –                    |
| 1978 | L - Lançado: 1978 - Gravadora: Mercury/Polydor                                                   | 47                   | –                    |
| 1979 | Freeze Frame - Lançado: 1979 - Gravadora: Polydor                                                | –                    | –                    |
| 1981 | Ismism - Lançado: October 1981 - Gravadora: Polydor/Mirage - Nota: chamado Snack Attack nos EUA. | 29                   | –                    |
| 1983 | Birds of Prey - Lançado: 1983 - Gravadora: Polydor                                               | –                    | –                    |
| 1985 | The History Mix Volume 1 - Lançado: 1985 - Gravadora: Polydor                                    | –                    | 37                   |
| 1988 | Goodbye Blue Sky - Lançado: 1988 - Gravadora: Polydor                                            | –                    | –                    |

### Singles
| Ano  | Single                      | Álbum                    | Posições nas paradas | Posições nas paradas | Posições nas paradas | Posições nas paradas |
| Ano  | Single                      | Álbum                    | RU                   | ALE                  | IRL                  | EUA                  |
| ---- | --------------------------- | ------------------------ | -------------------- | -------------------- | -------------------- | -------------------- |
| 1977 | "5 O'Clock in the Morning"  | Consequences             | –                    | –                    | –                    | –                    |
| 1978 | "Sandwiches of You"         | L                        | –                    | –                    | –                    | –                    |
| 1979 | "An Englishman in New York" | Freeze Frame             | –                    | 25                   | –                    | –                    |
| 1980 | "Submarine"                 | —                        | –                    | –                    | –                    | –                    |
| 1980 | "Wide Boy"                  | —                        | –                    | –                    | –                    | –                    |
| 1981 | "Under Your Thumb"          | Ismism                   | 3                    | –                    | 7                    | –                    |
| 1981 | "Wedding Bells"             | Ismism                   | 7                    | –                    | 13                   | –                    |
| 1982 | "Snack Attack"              | Ismism                   | –                    | –                    | –                    | –                    |
| 1983 | "Save A Mountain For Me"    | Birds of Prey            | –                    | –                    | –                    | –                    |
| 1983 | "Samson"                    | Birds of Prey            | –                    | –                    | –                    | –                    |
| 1984 | "Golden Boy (Extended)"     | The History Mix Volume 1 | –                    | –                    | –                    | –                    |
| 1985 | "Cry"                       | The History Mix Volume 1 | 19                   | 8                    | 27                   | 16                   |
| 1986 | "Cry (Remix)"               | The History Mix Volume 1 | 66                   | –                    | –                    | –                    |
| 1988 | "A Little Piece of Heaven"  | Goodbye Blue Sky         | –                    | 26                   | –                    | –                    |
| 1988 | "10,000 Angels"             | Goodbye Blue Sky         | –                    | –                    | –                    | –                    |